# Таможенная конвенция о международной перевозке грузов с применением книжки МДП

Страны-участники Конвенции МДП

Таможенная конвенция о международной перевозке грузов с применением книжки МДП (Конвенция МДП 1975 года) — международное соглашение, принятое в 1975 году под эгидой Европейской экономической комиссии ООН. Целью Конвенции является создание системы транспортировки грузов, упрощающей процедуры оформления грузов при пересечении им границ.
Данная международная транзитная таможенная система, предоставляющая максимальные возможности для перемещения через границы товаров:
- в опечатанных грузовиках или контейнерах;
- отправленные из таможни в одной стране в таможню другой страны;
- без обязательных полных проверок, отнимающих много времени, на промежуточных границах;
- в определённое время, предоставляемое таможенными властями, с требованиями безопасности и гарантиями.

Система перевозок TIR занимается не только таможенным транзитом по автодорогам, но сочетает, по возможности, перевозки с другими видами транспорта (например, железнодорожным, речным и даже морским транспортом). Однако при таких мультимодальных перевозках для действия правил конвенции одним из видов транспорта должен быть автомобильный.
В настоящее время уполномочено около 30 000 международных перевозчиков (соответствующими органами своих государств) для участия в системе TIR, и они ежегодно более 0,5 млн раз (по состоянию на 2023 год) используют право ускоренного оформления таможенных документов.
В свете ожидаемого усиления мировой торговли, расширения участников конвенции и предстоящего введения электронной системы TIR (так называемой «системы е-TIR»), предполагается, что система TIR станет по-настоящему глобальной транзитной таможенной системой.

## История
Работа над созданием такой транзитной системы началась под эгидой Европейской Экономической Комиссии ООН (ЕЭК ООН) вскоре после окончания Второй мировой войны. В 1949 году несколько европейских государств подписали первое Соглашение о международных дорожных перевозках (МДП). Это региональное Соглашение оказалось успешным, и в 1959 году Комитетом по внутреннему транспорту ЕЭК ООН была подготовлена первая редакция Конвенции МДП, вступившей в силу в 1960 году.
Первая Конвенция МДП была доработана в 1975 году с учётом накопленного в процессе её использования опыта, технических достижений, изменений таможенных и транспортных правил для того, чтобы сделать её ещё более эффективной, менее сложной и в то же время более безопасной с таможенной точки зрения. Другой причиной модификации Конвенции послужило появление в начале 60-х годов новых видов транспортного оборудования: контейнеров для морских перевозок, чуть позднее — контейнеров для комбинированных перевозок автомобильным и железнодорожным видами транспорта, предназначенных для повышения их эффективности.
В ноябре 1975 года под эгидой ЕЭК ООН состоялась конференция по пересмотру Конвенции. Новая редакция соглашения вступила в силу в 1978 году. С тех пор она остается одной из наиболее действенных международных транспортных конвенций и фактически единственной глобальной системой таможенного транзита.
Основные идеи и принципы Конвенции МДП и её транзитного режима были положены в основу многих других транзитных систем[каких?], и, таким образом, прямо или косвенно, конвенция способствовала упрощению международных перевозок вообще и автомобильных в частности, причем не только в Европе и на Ближнем Востоке, но также в таких регионах, как Африка и Латинская Америка.

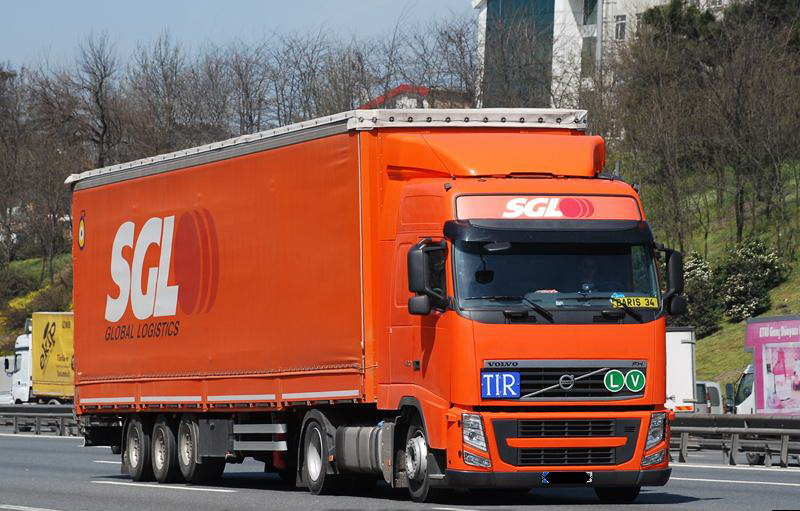
Грузовой автомобиль с табличкой TIR

На практике действие Конвенции может наблюдать любой путешествующий по дорогам Европы. Тысячи грузовиков и полуприцепов, использующих транзитную систему МДП, обозначены синей табличкой TIR, прикрепленной на кузове автомобиля. Аббревиатура TIR возникла в соответствии с названием Конвенции на французском языке «Transport international routier» (в переводе на русский «Международные дорожные перевозки», сокращённо — МДП). Для водителей, перевозчиков и грузоотправителей эта синяя табличка с белой надписью является своеобразным пропуском, упрощающим и ускоряющим международные дорожные перевозки.
С 1975 г. в договор тридцать девять раз вносились изменения и дополнения. В 1995 г. рабочая группа ЕЭК ООН по таможенным вопросам, при поддержке нескольких специальных групп экспертов, начала работу по масштабному пересмотру системы МДП. После завершения в 1997 г. процесса пересмотра МДП с 17 февраля 1999 вступила в силу новая редакция Конвенции. Второй пакет поправок к Конвенции МДП, также разработанный Рабочей группой ЕЭК ООН (WP.30), вступил в силу 12 мая 2002 г. Эти поправки ясно и однозначно определяют юридические и административные обязанности таможенных органов, перевозчиков и международной организации, на которую была дополнительно возложена
ответственность за эффективную организацию и функционирование международной системы гарантий. В 2000 г. началась работа над этапом III процесса пересмотра МДП. Среди его целей — внедрение в систему МДП современных электронных технологий обработки данных без изменения основных принципов и недавно обновленной юридической и административной структуры Конвенции.
Значимая поправка, вступившая в силу 12 августа 2006 года, предусматривает создание международной системы контроля за использованием книжек МДП для хранения данных, передаваемых таможенными органами и доступных для объединений и таможенных администраций, о прекращении операций МДП в таможнях места назначения. Цель этой международной системы контроля — предоставить транспортной отрасли и гарантийной цепи МДП важнейший инструмент управления рисками при использовании режима МДП в коммерческих целях и упростить процедуры розыска, применяемые таможенными органами после прекращения операций МДП.

## Принципы Конвенции

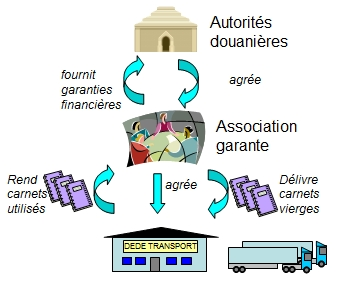
Реализация принципов Конвенции МДП

Чтобы обеспечить беспрепятственное перемещение грузов с минимальными задержками в пути и в то же время обеспечить максимальную таможенную безопасность, режим МДП содержит пять основных элементов:
1. Грузы должны перевозиться в безопасных (с точки зрения таможни) транспортных средствах или контейнерах;
2. Уплата таможенных пошлин и налогов, в отношении которых существует риск неуплаты, должна быть обеспечена международной гарантией;
3. Грузы должны сопровождаться признанным всеми государствами — участниками Конвенции таможенным документом (книжкой МДП), принятым к оформлению в государстве отправления и служащим документом контроля в государствах отправления, транзита и назначения;
4. Меры таможенного контроля, принимаемые в государстве отправления, должны признаваться всеми странами транзита и назначения;
5. Доступ к процедуре МДП для национальных объединений (разрешение на выдачу книжек МДП) и физических и юридических лиц (разрешение на использование книжек МДП) должен контролироваться уполномоченными национальными органами.

Для обеспечения безопасности перевозок Конвенция МДП устанавливает, что грузы должны перевозиться в контейнерах или грузовых отделениях транспортных средств, сконструированных таким образом, чтобы исключить возможность доступа к содержимому запломбированной части транспортного средства или контейнера без оставления видимых следов вскрытия грузового отделения транспортного средства, контейнера или повреждения таможенных печатей и пломб.

## Книжка МДП
Книжка МДП (фр. Carnet TIR) — международный таможенный документ, который подтверждает, что в отношении перевозимых по процедуре МДП товаров существует международная гарантия.
Изданием и распространением документа занимается Международный союз автомобильного транспорта (МСАТ) — единственная международная организация, которая получила (под контролем Исполнительного совета МДП) право на централизованное изготовление и распространение книжек МДП среди национальных гарантийных объединений в соответствии с договорными обязательствами, утвержденными Административным комитетом МДП. В свою очередь, каждое национальное гарантийное объединение выдает книжки МДП перевозчикам своего государства на условиях, определённых в декларации — обязательстве перевозчика.
Первая страница обложки, а также отрывные листки и корешки, сгруппированные по два, являются наиболее важной частью книжки МДП для таможенного контроля и действия гарантийной системы. Комплект из двух отрывных листков и двух корешков используется в каждом государстве, на территории которого осуществляется операция МДП.
Предъявление должным образом заполненной перевозчиком именной книжки МДП, содержащей подписи и печати международной организации и выдавшего её гарантийного объединения, уже само по себе является доказательством существования и действительности гарантии. Книжка МДП действительна до завершения перевозки МДП в таможне назначения при условии, что операция начата в таможне отправления в сроки, установленные выдавшим книжку МДП гарантийным объединением.